# Liste der Pseudobasiliken in Portugal

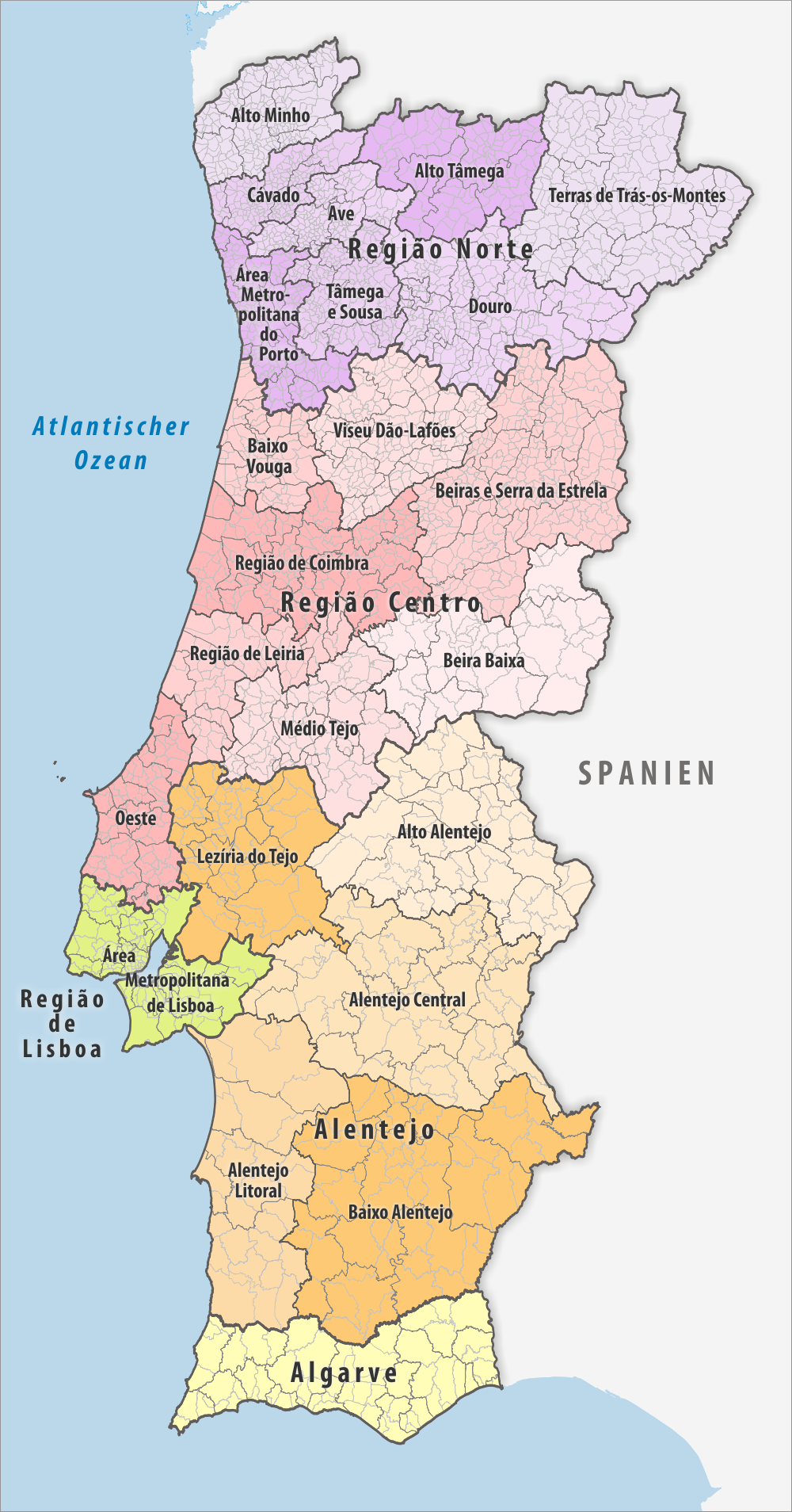
Portugal: Regionen und Subregionen

▶ Liste(n) von Pseudobasiliken – Übersicht
– Siehe auch Hallenkirchen in Portugal (56) –
Anzahl: 22, davon einzelne in Teilen Hallenkirche oder Grenzfall zur Hallenkirche.

## Liste

### Norte
– Siehe auch Hallenkirchen in Nordportugal (10) –
| Ort                                 | Name/Patrozinium             | Bemerkungen | Fotos | Fotos |
| ----------------------------------- | ---------------------------- | --- | ----- | ----- |
| Chã                                 | São Vicente (CC) SIPA 5752   | romanisch mit barocker Innenausstattung, kurzes Südseitenschiff                                                                                                |       |       |
| Matosinhos, Região Norte            | Bom Jesus (CC) SIPA 4963     | 16. und 18. Jh., Grenzfall: Konstruktionsprinzip einer Pseudobasilika, aber Höhenunterschiede gering                                                           |       |       |
| Vila Nova de Cerveira, Região Norte | Igreja Matriz (CC) SIPA 6302 | wegen geringer Höhenunterschiede an der Grenze zur Staffelhalle, Mittelschiff Tonnengewölbe mit Korbbogenquerschnitt, Seitenschiffe gering geneigte Pultdecken |       |       |

### Centro
– Siehe auch Hallenkirchen in Mittelportugal (10) –
In Mittelportugal wurden keine Pseudobasiliken gefunden.

### Metropolregion Lissabon
– Siehe auch Hallenkirchen in der Metropolregion Lissabon (auch 2) –
| Ort      | Name/Patrozinium             | Bemerkungen | Fotos | Fotos |
| -------- | ---------------------------- | --- | ----- | ----- |
| Lissabon | Kathedrale                   | romanisches Langhaus 1147–13. Jh. mit (fensterlosem) Triforium, Seitenschiffsfenster in zwei Ebenen, keine Empore basilikaler Umgangschor gotisch 14. Jh. und barock ab 1755 |       |       |
| Loures   | Igreja Matriz (CC) SIPA 4046 | 17. Jh., Renaissance |       |       |

### Alentejo
– Siehe auch Hallenkirchen im Alentejo (10) –
Anzahl: 4
| Ort                | Name/Patrozinium                       | Bemerkungen | Fotos | Fotos                           |
| ------------------ | -------------------------------------- | --- | ----- | ------------------------------- |
| Évora              | Kathedrale                             | romanisch-gotisches Langhaus 1186–1204 mit (derzeit verdunkelten) Emporen, darüber Spitztonne hinter fensterlosen Hochschiffswänden, barocker Altarraum 1718 mit Fenstern in zwei Etagen |       |                                 |
| Santarém, Alentejo | Santa Maria de Alcaçova (CC) SIPA 1879 | Mittelschiff Holzdecke, Seitenschiffe hinter niedrigen Spitzbogenarkaden |       | Google Maps Innenbesich- tigung |
| Santarém, Alentejo | Santa María de Marvila (CC) SIPA 6532  | Holzdecken |       |                                 |
| Santarém, Alentejo | São Nicolau (CC) SIPA 6406             | niedrige Seitenschiffe (SIPA) |       | Google Streetview               |

### Algarve
– Siehe auch Hallenkirchen im Algarve (5) –
| Ort             | Name/Patrozinium           | Bemerkungen | Fotos | Fotos |
| --------------- | -------------------------- | ----------- | ----- | ----- |
| Silves, Algarve | Sé/Catedral (CC) SIPA 1293 |             |       |       |

### Azoren
– Siehe auch Hallenkirchen auf den Azoren () –

#### InselSão Miguel
Anzahl: 7
| Ort                          | Name/Patrozinium                                 | Bemerkungen                                                                       | Fotos | Fotos                                |
| ---------------------------- | ------------------------------------------------ | --------------------------------------------------------------------------------- | ----- | ------------------------------------ |
| Água Retorta                 | Nossa Senhora da Penha de França (CC) SIPA 32565 | 2. H. 19. Jh., neobarock                                                          |       |                                      |
| Ajuda da Bretanha            | Nossa Senhora da Ajuda (CC)                      | Proportionen passen zu Hallenkirche, Ränder des Altarfotos auch zu Pseudobasilika |       |                                      |
| Faial da Terra               | Nossa Senhora da Graça                           | Giebelfenster oberhalb der Traufen                                                |       | Google Streetview                    |
| Ponta Delgada                | São Jose                                         | Grenzfall Hallenkirche/Pseudobasilika                                             |       |                                      |
| Ribeira Grande               | Nossa Senhora da Estrela (CC)                    |                                                                                   |       |                                      |
| Santo António, Nordeste      | Santo António (CC)                               |                                                                                   |       |                                      |
| Santo António, Ponta Delgada | Santo António (CC)                               | ausgeprägte dachneigung, wahrsch. Pseudobasilika                                  |       | Google Street- view: Seiten- ansicht |

#### InselTerceira
Anzahl: 3
| Ort               | Name/Patrozinium                          | Bemerkungen                                            | Fotos | Fotos |
| ----------------- | ----------------------------------------- | ------------------------------------------------------ | ----- | ----- |
| Angra do Heroísmo | Nossa Senhora da Conceição (CC) SIPA 8153 | flachdeckige Stufenhalle, Grenzfall zur Pseudobasilika |       |       |
| Lajes             | São Miguel (CC)                           |                                                        |       |       |
| Praia da Vitória  | Santa Cruz (CC)                           | 1456–1517, gotisch, im 19. Jh. verändert               |       |       |

### Madeira
| Ort           | Name/Patrozinium              | Bemerkungen                           | Fotos | Fotos     |
| ------------- | ----------------------------- | ------------------------------------- | ----- | --------- |
| Ribeira Brava | São Bento (CC)                | 15. Jh., manuelinisch                 |       |           |
| São Vicente   | Nossa Senhora do Rosário (CC) | Grenzfall Pseudobasilika/Hallenkirche |       | Innenfoto |